# Carlton Sports
Carlton Sports er et britisk sportsudstyrsmærke, der fokuserer på badminton og bordtennis. Det er en del af Frasers Group. Fra 1946 til 1985 var Carlton også en virksomhed.
Produkterne inkluderer ketchere, sportstøj, sportssko og tasker.